# حسن العطار
حسن بن محمد بن محمود العطار (1766م / 1180 هـ) - (1835م / 1250 هـ) كان شيخاً للأزهر، ولد بالقاهرة، وكان أبوه الشيخ «علي محمد العطار» فقيرا يعمل عطاراً، من أصل مغربي وكان له إلمام بالعلم، وكان حسن يساعد والده في دكانه، ولما رأى منه الوالد حباً للعلم، وإقبالاً على التعلم شجعه على ذلك، فأخذ حسن يتردد على حلقات العلم بالأزهر.

## صفاته
يذكر أنه كان طويلا بعيد ما بين المنكبين واسع الصدر أشم أسمر اللون خفيف اللحية صافي العينين حاد النظر حاد الفطنة شديد الذكاء. يتحدث علي مبارك عنه في الخطط التوفيقية فيقول: إنه جد في التحصيل، حتى بلغ من العلم في زمن قليل مبلغاً تميز به واستحق التصدي للتدريس ولكنه مال إلى الاستكمال، واشتغل بغرائب الفنون والتقاط فوائدها كالطب والفلك والرياضة.
عندما احتل الفرنسيون مصر سنة 1798 كان حسن العطار في الثانية والثلاثين من عمره، ومثل كثير من العلماء في ذلك الحين فر إلى الصعيد خوفاً على نفسه من أذاهم. ومكث العطار في الصعيد نحو ثمانية عشر شهراً تقريباً لكنه عاد بعدها إلى القاهرة بعد استتباب الأمن وعندما عاد إلى القاهرة تعرف ببعض علماء الحملة، واطّلع على كتبهم وتجاربهم وما معهم من آلات علمية فلكية وهندسية، كما اشتغل بتعليم بعضهم اللغة العربية، فأفاد منهم واطلع على علومهم، واشتغل أثناء الحملة الفرنسية بالتدريس في الأزهر.
ارتحل إلى بلاد الروم والشام والأراضي الحجازية سنة 1802 ومن المرجح أنه هرب بعد خروج الفرنسيين من مصر، لما كان له من علاقات جيدة معهم أثارت عليه سخط رجال الدين. وقد زار تركيا ونزل بعاصمتها إسطنبول وأقام في ألبانيا مدة طويلة وسكن ببلد تدعى اشكودره من بلاد الأرناؤط وتزوج بها ثم دخل بلاد الشام سنة 1810م وعمل هناك في التدريس وأقام بها خمس سنين.
عاد إلى مصر سنة 1815 وكانت الأمور في مصر قد استقرت وصارت ولاية البلاد لمحمد علي، فعاد إلى التدريس بالأزهر. وكان له اتصال خاص بسامي باشا وأخويه باقي بيك وخير الله بيك ضابط مصر وله عليهم مشيخة وبواسطتهم ولقربهم من محمد علي باشا كان يلقاه فيجله الأخير ويعظمه ويعرف فضله. كان حريصاً على مساعدة محمد علي في تطوير مصر، فكانت له يد في إنشاء المدارس الفنية العالية مثل الألسن والطب والهندسة والصيدلة. وكان العطار قد أخذ على نفسه أن يعد الرجال الصالحين للقيام بمهمة الإصلاح، ومن أهم من أعدهم لذلك تلميذاه رفاعة الطهطاوي ومحمد عياد الطنطاوي.
لم يكتف الشيخ العطار بذلك، بل إنه استغل قربه من محمد علي والي مصر، وثقة الوالي به، وأوعز إليه بضرورة إرسال البعثات إلى أوروبا لتحصيل علمها، وأوصى بتعيين تلميذه رفاعة الطهطاوي إماماً لأعضاء البعثة العلمية إلى باريس، وأوصى الطهطاوي بأن يفتح عينيه وعقله، وأن يدون يوميات عن رحلته، وهذه اليوميات هي التي نشرها الطهطاوي بعد ذلك في كتاب (تخليص الإبريز في تلخيص باريز).
اختير كأول محرر لأول جريدة عربية مصرية وهي الوقائع المصرية التي أنشأها محمد علي سنة 1828 وجعلها لسان حال الحكومة والجريدة الرسمية للدولة، ولعل سر اختياره كأول محرر للوقائع المصرية يكمن وراء جمال أسلوبه في الكتابة.
كان الشيخ حسن العطار أحد الموجهين الأساسيين لنهضة مصر الحديثة، فهو أول صوتٍ طالَب بإصلاح الأزهر الشريف في وقت كان فيه علماء الأزهر قد انغلقوا على أنفسهم يلوكون بعض المعارف الفقهية، يعيدون ترديدها وعمل ملخصات لها، وحواشٍ للملخصات، وشرح للحواشي، وشرح على الشرح، دون إضافة ذات قيمة أو أصالة فكرية.
أصبح العطار شيخاً للأزهر وهو في الخامسة والستين من عمره، وذلك سنة 1830م (1246 هـ) وظل شيخاً للأزهر حتى وفاته يوم 22 مارس سنة 1835م (1250 هـ). لم يوفق العطار في إصلاح الأزهر وبرامجه وخطط الدراسة فيه كما كان يريد ولعله في ذلك سار علي درب محمد علي الذي لم يشأ خشية إثارة سخط العلماء ولكنه رزق حظاً كبيراً من التوفيق في الدعوة إلى إصلاح التعليم بالبلاد كلها، فالمدارس العالية الفنية التي أنشئت بمصر في ذلك العهد كالهندسة والطب والصيدلة، هي الاستجابة الحقيقية لدعوة العطار وتطلعاته ومناداته بحتمية التغيير للأحوال في البلاد، كما كانت الكتب التي ترجمت بالمئات في عصر محمد علي، هي الصدى المحقق لأفكار العطار، حين رأى كتب الفرنسيين في الرياضة والعلوم والآداب وإذا كان الطهطاوي صاحب فضل كبير ويد طولي في حركة ترجمة الكتب في عصر محمد علي، فإنه بلا شك تأثر بآراء وطروحات شيخه العطار ويدين له بهذا الانفتاح على الآخر وإرسال البعثات العلمية.
حدث يوماً أن حاول أحد الطلاب أن يفتك بالطبيب كلوت بك وهو يمارس تشريح جثة في مشرحة مدرسة الطب بأبي زعبل، فهم بأن يطعنه بخنجره مرتين ولكن الطلاب حموه، من أن يصاب بسوء فوقف شيخ الأزهر «حسن العطار» في امتحان مدرسة الطب يصدع برأي الدين في تعليم الطب ويشيد بفائدته في تقدم الإنسانية فكانت هذه الشجاعة في إحقاق الحق بمثابة الفتوى التي اعتبرت نقطة انطلاق للتعليم الطبي، وذلك بفضل الله على لسانه.
كان للشيخ العطار موقف متكامل من مشكلات مجتمعه الثقافية والتعليمية والأدبية والسياسية، حاول أن يشخص هذا الواقع ويحدد جوانب الضعف فيه، كما نادى بضرورة تغييره ورسم برنامج هذا التغيير وعهد بأمانة هذا الشيء ومستقبله إلى تلاميذه من بعده، الذين يعتبر الطهطاوي أنموذجا لهم. لم يختص الشيخ بعلم أو فن بعينه، ولكنه كان حريصاً على الإفادة من كل علم، وكان يطرز الكتب التي يقرؤها بهوامشه وتعليقاته، ويقول في هذا المقام تلميذه رفاعة الطهطاوي: «كانت له مشاركة في كثير من العلوم حتى في العلوم الجغرافية. وكان يطلع دائماً على كتب المعرفة من تواريخ وغيرها».
لم يكتف العطار بالكتب العربية، بل اتجه إلى الكتب التي ترجمت في أوائل عصر النهضة في القرن التاسع عشر، فقرأها وافاد منها، وجمع بها بين ثقافة الشرق وثقافة الغرب. وإذا كانت علاقة الشيخ حسن العطار بعلماء الحملة الفرنسية قد أطلعته على أحدث ما وصلت إليه العلوم الدنيوية في ذلك الوقت فإن اهتمامه بهذه العلوم كان اهتماماً قديماً، فمن شيوخه الذين تتلمذ على أيديهم من كانت له اهتمامات بهذه العلوم، مثل الشيخ محمد عرفة الدسوقي الذي كانت له مشاركات في علم الهندسة والهيئة والتوقيت، وكذلك تتلمذ على يد الشيخ حسن الجبرتي والد صديقه المؤرخ عبد الرحمن الجبرتي، وكان الجبرتي الوالد عالماً بالرياضيات والفلك وبكيفية صنع المزاول.

## شيوخه
من شيوخه:
1- الشيخ محمد مرتضى الزبيدي صاحب تاج العروس في شرح القاموس.
2- كما تتلمذ أيضًا علي أيدي العديد من العلماء الأجلاء أمثال الشيخ محمد الأمير.
3- والشيخ محمد الصبان.
4- والشيخ أحمد بن يونس.
5- والشيخ عبد الرحمن المغربي.
6- والشيخ أحمد السجاعي.
7- والشيخ أحمد العروسي.
8- والشيخ عبد الله الشرقاوي.
9- والشيخ محمد الشنواني.
10- وعبد الله سويدان.
11- والشيخ محمد عرفة الدسوقي.
12- والشيخ أحمد برغوت.
13- والشيخ البيلي. 14- والشيخ حسن الجبرتي، وغيرهم.
كما كان الشيخ حسن العطار حريصاً على قراءة ودراسة أمهات الكتب العربية، فهو لم يحصّل علمه من الحواشي والشروح فقط، وإنما رجع إلى المصادر الأصلية يدرسها ويتعلم منها، ويدعو إلى تواصل خلاق معها ليحدث التواصل الحضاري الحقيقي الذي كان ينشده، ويمكن إرجاع جانب الأصالة الفكرية والنزوع إلى إعمال العقل عند العطار -بالإضافة إلى ملكاته الخاصة وما استفاده من بعض شيوخه ونقده للجو الثقافي في عصره- إلى اشتغاله بالتجارة في فترة تكوينه بما تضفيه التجارة على المشتغل بها من ضرورة اليقظة واستخدام عقله وربط الأمور المختلفة ببعضها.

## تلامذته
من تلاميذه المعروفين رفاعة الطهطاوي والذي يعد أحد رواد النهضة الحديثة في مصر والشيخ حسن قويدر مغربي الأصل والشيخ محمد عياد الطنطاوي والشاعر المصري الشيخ محمد شهاب الدين والذي كان مساعدا له في تحرير الوقائع المصرية وخلفه في إدارتها.

## مؤلّفاته
كان العطار شاعراً، ومؤلفاً للكتب، ومحققاً للمخطوطات، كتب الشعر التعليمي والموشحات وشعر الوصف والرثاء والمدح والهجاء (كانت قصائد الهجاء قليلة قالها في شبابه ثم تخلص منها) بل وشعر الغزل أيضًا. للعطار كتب ورسائل في قواعد الإعراب والنحو والمنطق والاستعارة وآداب البحث والتشريح والطب وله كتاب في الصيدلة رداً على تذكرة داود الانطاكي وقد ألف رسائل في (الطب والتشريح)، وما يزال هذا الكتاب مخطوطاً في مكتبة رواق المغاربة في الجامع الأزهر وفي الهندسة والبلاغة وكيفية عمل الإسطرلاب والربعين المقنطر والمجيب وإتقان رسم المزاول الليلية والنهارية بيديه ورسائل في الرمل وغير ذلك. وذلك إلى جانب تصانيفه في العلوم الرياضية والفلكية مع تصانيفه في العلوم الشرعية والعربية، ومنها حاشية على شرح الأزهرية في النحو، وحاشية على شرح إيساغوجي في المنطق، وحاشية على جمع الجوامع في الأصول وحاشية علي مقولات الشيخ السجاعي وحاشية علي السمرقندية.
يتميز أسلوبه بالدقة والاستطراد من أجل الإحاطة بكل جوانب الموضوع، وإعمال فكره الخاص عندما يتناول أعمال من سبقه من المؤلفين، فلا يكتفي بتفسيرها وشرحها كما كان سائداً في عصره، وكان يستخدم السجع والمحسنات البديعية في كتاباته، لكنه يعتبر أقل مؤلفي عصره استخداماً لها، كما كان يطرح هذا الأسلوب المتكلف جانباً في كتاباته العلمية ويترك للموضوع اختيار الأسلوب.
والخلاصة أن الشيخ حسن العطار هو الموجه الأول لحركة الأخذ بالعلوم الحديثة والابتعاث لأوروبا والاستفادة من كل ما وصل إليه العلم وقد كان له موقف متكامل من مشكلات مجتمعه الثقافية والتعليمية والأدبية والسياسية، وحاول أن يشخص هذا الواقع ويحدد جوانب الضعف فيه، كما نادى بضرورة تغييره ورسم برنامج هذا التغيير وقد كان تنبهه وتنبيهه إلى قيمة العلوم العصرية، وإلى البعد عن الجمود قد آتى ثمرته، وخاصة على يد تلميذه رفاعة الطهطاوي الذي كان رائد النهضة في العصر الحديث.

## من أقواله
- (إن بلادنا لا بد أن تتغير أحوالها، ويتجدد بها من المعارف ما ليس فيها ..)
- (ومن سَمَتْ هِمته به إلى الاطلاع على غرائب المؤلفات، وعجائب المصنفات، انكشفت له حقائق كثير من دقائق العلوم، وتنزهت فكرته إن كانت سليمة في رياض الفهوم)

## قالوا عنه
عرف الكثيرون فضل الشيخ حسن العطار في العلم، وأهمية دوره في إيقاظ مصر وإصلاحها. فيقول عنه المستشرق فولرز في دائرة المعارف الإسلامية (وكان العطار رجلاً مستنيراً، اشتهر بعلمه، وكان أيضًا شاعراً ناثراً).
وكذلك يقول المستشرق كراتشكوفسكي (لم يكن الشيخ حسن العطار عالماً فحسب بل وشاعراً أيضًا). ويقول محب الدين الخطيب في كتابه عن «الأزهر»: (وكان -العطار- متضلعاً في العلوم الرياضية فضلاً عن العلوم الشرعية والعربية).
ويقول المؤرخ عبد الرحمن الرافعي: (وكان الشيخ حسن العطار من علماء مصر الأعلام، وامتاز بالتضلع في الأدب وفنونه، والتقدم في العلوم العصرية، وكان هذا نادراً بين علماء الأزهر).
لاقى العطار الثناء والمدح من الناس الذين عرفوه وعملوا معه، ومن أمثالهم الجبرتي الذي قال فيه: «صاحبنا العلامة، وصديقنا الفهامة، المنفرد الآن بالعلوم الحكمية، والمشار إليه في العلوم الأدبية، وصاحب الإنشاء البديع والنظم الذي هو كزهر الربيع، الشيخ حسن العطار».
كما قال عنه الطهطاوي: كان له ولوع شديد بسائر المعارف البشرية. وقال عنه على مبارك: «انه اشتغل بضرائب الفنون والتقاط فوائدها». مدحه محب الدين الخطيب وعبد المتعال الصعيدي الذي قال عنه: «لا شك أن موقف الشيخ العطار من العلوم الرياضية بشكلها الجديد يدل على ما كان يمتاز به من مرونة عقلية ودينية، وعلى انه كان في هذا احسن حالاً من أهل الأزهر الذين حاربوها بعده باسم الدين».
وفي دمشق لفت الشيخ إليه أنظار طلبة العلم: «فتلقاه أهلها بما لاق وعقدوا على تفوقه، وتفرده بالفضائل كلمة الاتفاق» كما قال مترجم سيرته عبد الرزاق البيطار. لم ينل العطار الدراسة الجيدة ولعل شهرة تلاميذه كانت سببا في ذلك.
تروى طرفة عن الشيخ حسن العطار، حيث إنه كان ذا ولع بالسماع، فقال ذات يوم: «من لم يتأثر برقيق الأشعار، تتلى بلسان الأوتار، على شطوط الأنهار، في ظلال الأشجار، فذلك جلف الطبع حمار».

## وصلات خارجية
- بوابة الحركات الإسلامية: الشيخ حسن العطار.. شيخ الأزهر المجدد
- جريدة النهار اللبنانية: المجدِّد الشيخ حسن العطار
- اليوم السابع: وائل السمري يكتب: أئمة التنوير.. شيخ الأزهر الإمام حسن العطار.. مفجر حلم النهضة
- ذاكرة الأزهر: جذور التنوير في الأزهر الشريف